# 아르헨티나의 국장

아르헨티나의 국장

아르헨티나의 국장은 1813년에 공식 제정되었으며 현재의 국장은 1944년에 제정되었다. 국장 위에는 황금색 5월의 태양이 그려져 있는데 5월의 태양은 아르헨티나의 여명을 의미한다.
국장 가운데에는 아르헨티나의 국기를 구성하는 색인 하늘색과 하얀색 두 가지 색의 타원이 그려져 있다. 타원 안에는 나무로 만든 창을 두 개의 손이 잡고 있는 형상의 디자인이 그려져 있으며 창 위에는 빨간색 프뤼기아 모자가 올려져 있다. 하늘색은 하늘을, 하얀색은 라플라타강을 의미한다.
악수를 하고 있는 두 개의 손은 아르헨티나를 구성하는 여러 지역의 단결을 의미한다. 손과 프뤼기아 모자가 가까이 놓여 있는 것은 아르헨티나의 나라 표어인 "통일과 자유"(스페인어: En Unión y Libertad)를 의미한다. 손은 통일을, 창은 힘을, 프뤼기아 모자는 자유를 의미한다. 국장 양쪽을 월계수 가지로 만든 화환이 감싸고 있으며 아르헨티나의 국기 문양의 리본이 이를 묶고 있다. 월계수 가지는 승리와 영광을 의미한다.